# Clifford Sifton
Clifford Sifton (10 mars 1861 – 17 avril 1929) est un homme politique canadien connu pour avoir été ministre de l'intérieur dans le gouvernement de Sir Wilfrid Laurier. Il a été notamment responsable de l'encouragement à l'immigration massive vers le Canada qui se produit au cours de la première décennie du XXe siècle.

## Biographie
Né dans le comté de Middlesex en Ontario, Sifton émigra avec sa famille vers le Manitoba lorsqu'il était encore enfant. Il suivit une formation de juriste et fut élu à l'assemblée législative du Manitoba en 1888. Sifton servit dans le cabinet de Thomas Greenway de 1891 à 1896 comme procureur général et commissaire des terres provinciales. Il exerça un rôle dans les négociations du compromis Laurier-Greenway, qui régla temporairement la question des écoles du Manitoba.

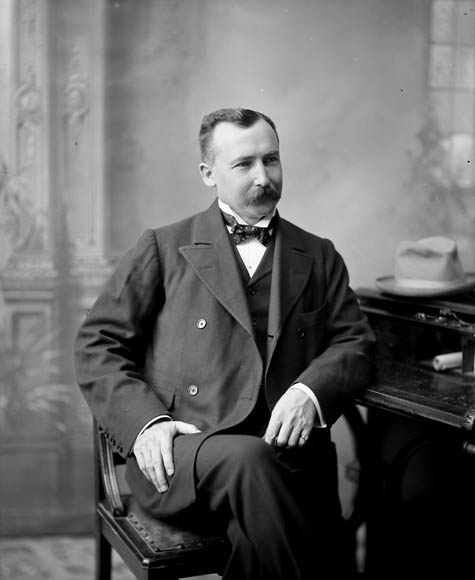
L'honorable Sir Clifford Sifton en septembre 1900

En 1896, Sifton fut élu comme membre du parlement et servit comme ministre de l'intérieur sous Wilfrid Laurier. À cette fonction, il lança une politique d'immigration dynamique pour inciter et favoriser les installations d'immigrants dans l'Ouest canadien. Sifton établit des offices coloniaux en Europe et aux États-Unis. Alors que la plupart des immigrants venaient du Royaume-Uni et des États-Unis, le Canada reçu un afflux important d'Ukrainiens, de Doukhobors ou encore d'autres groupes venant de l'Empire austro-hongrois. Entre 1891 et 1914, plus de trois millions de personnes immigrèrent au Canada, majoritairement d'Europe continentale, suivant le tracé de la toute nouvelle voie de chemin de fer. Durant la même période, des opérations minières commencèrent dans le Klondike et dans le bouclier canadien.
Lors des élections fédérales de 1900, Sifton garda son siège face à la sérieuse concurrence que représentait l'ancien premier ministre du Manitoba Hugh John Macdonald.
Après avoir présidé à la création de l'Alberta et de la Saskatchewan en 1905, Sifton démissionna du cabinet à la suite d'un conflit avec Laurier à propos de l'éducation religieuse.
Sifton se retire de la politique en 1911 et meurt en 1929.
Il est membre élu du Panthéon des hommes d'affaires canadiens (Canadian Business Hall of Fame).

## Archives
Il y a un fonds d'archives Clifford Sifton à Bibliothèque et Archives Canada. 